# Coffee Creek
Coffee Creek es un lugar designado por el censo ubicado en el condado de Trinity en el estado estadounidense de California. En el año 2010 tenía una población de 217 habitantes.

## Geografía
Coffee Creek se encuentra ubicado en las coordenadas 41°4′47″N 122°43′1″O / 41.07972, -122.71694.